# Gnevkow
Gnevkow – gmina w Niemczech, w kraju związkowym Meklemburgia-Pomorze Przednie, w powiecie Mecklenburgische Seenplatte, wchodząca w skład Związku Gmin Treptower Tollensewinkel.

## Toponimia
Nazwa pochodzenia słowiańskiego, od imienia Gniew, Gniewko.

## Podział administracyjny
Dzielnice:
- Gnevkow
- Letzin
- Marienhöhe
- Prützen